# محمد رباح الطويل

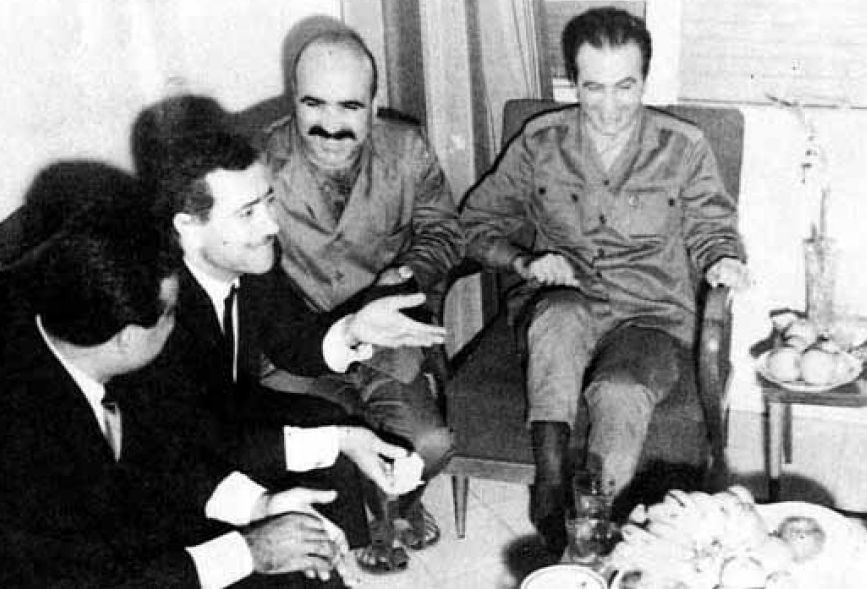
من اليمين: صلاح جديد، أحمد المير، مصطفى طلاس، وزير الداخلية السوري محمد رباح الطويل، عام 1969.

محمد رباح الطويل: هو وزير الداخلية السوري منذ أكتوبر 1968، وحتى عام 1970، حيث أعفي من منصبه بعد الحركة التصحيحية في سوريا. ولد الطويل في اللاذقية، وكان عضوًا في اللجنة العسكرية لحزب البعث السوري، وعضوًا في القياد القطرية كذلك. شغل قبل وزارة الدخلية منصب وزير العمل، وقائد قوات المقاومة الشعبية في سوريا، والتي كانت عبارة عن قوات شعبية مُساندة للجيش. اعتقل الطويل بعد انقلاب عام 1970 بقيادة حافظ الأسد، وظلّ في السجن حتى خرج عام 1992، مع الرئيس السوري الأسبق نور الدين الأتاسي.